# Lohoof
Lohoof, (en persan : لهوف) est un ouvrage écrit par Seyed Ibn Tâwûs, un juriste chiite, théologien et historien. Le livre est l'une des sources le plus importante et ancienne de l'Achoura et de l'histoire de la vie de Hussein ibn Ali , le troisième imam des chiites.

## Contenu
Le livre a été divisé en trois parties principales:
1. Les événements avant le martyre de Al-Hussein ibn Ali (de la naissance de Hussein ibn Ali jusqu'au jour de l'Achoura)
2. Une description détaillée du jour de l'Achoura et de la bravoure des compagnons de Hussein ibn Ali
3. Les incidents après le martyre de Hussein ibn Ali